# Rafael González Iglesias
Rafael González Iglesias (La Coruña, 28 febbraio 1900 – Madrid, 21 maggio 1951) è stato un imprenditore e avvocato spagnolo, noto per essere stato il 10º presidente dell'Atlético Madrid, dal 1931 al 1935.

## Biografia
Rafael González Iglesias, avvocato e imprenditore di La Coruña, il 28 novembre 1931 all'età di 31 anni vinse le elezioni per la presidenza dell'Athletic Club de Madrid, antico nome dell'Atlético Madrid. La squadra in quegli anni giocava in Segunda División e stava affrontando molteplici problemi, che portarono alle dimissioni del precedente presidente Luciano Urquijo.
L'obiettivo principale della squadra era il conseguimento della promozione in Primera División, meta che raggiunse nella stagione 1933-34. Una volta che la massima serie fu raggiunta era necessario consolidare la permanenza, e per questo furono acquistati tre giocatori di spessore come Chacho, Marculeta e Lafuente. Inoltre riuscì ad accordarsi coi proprietari del Metropolitano e del Vallecas per abbassare i prezzi di affitto del campo.
Il 5 gennaio 1935 presentò le proprie dimissioni, per motivi professionali che lo obbligavano a cercare casa fuori da Madrid. Rimase comunque nell'ambito sportivo, diventando successivamente vicepresidente della Federazione calcistica della Spagna e membro della Delegación Nacional de Deportes.